# Aanslag op een moskee in Pesjawar in 2023
Op 30 januari 2023 vond er rond 13.30 uur lokale tijd (UTC+5) een zelfmoordaanslag plaats in een moskee in het politiegebied van de Pakistaanse stad Pesjawar, Khyber Pakhtunkhwa. De aanvaller bracht de bom tot ontploffing tijdens de Zuhr-gebeden, waarbij minstens 100 mensen om het leven kwamen en meer dan 220 anderen gewond raakten. Zeven van hen verkeerden een dag later nog in kritieke toestand.

## Achtergrond
In 2004 groeiden islamistische aanvallen uit tot een oorlog tussen islamistische opstandelingen en de Pakistaanse regering in het noordwesten van Pakistan. De oorlog werd in 2017 teruggebracht tot een conflict op laag niveau. In Pesjawar, de hoofdstad en grootste stad van Khyber Pakhtunkhwa, in het noordwesten van Pakistan, zijn veel aanvallen van opstandelingen uitgevoerd. Het gaat onder meer om de aanslagen op moskeeën in 2013, 2015 en 2022.

## Aanval
De moskee bevindt zich in een zwaarbeveiligd complex met het hoofdkwartier van de provinciale politie en een antiterrorismeafdeling. De zelfmoordterrorist passeerde meerdere barricades bemand door de lokale politie zonder opgemerkt te worden. Tussen de 300 en 400 politieagenten waren op dat moment in de moskee aanwezig om hun Zuhr-gebeden uit te spreken.
De aanslagpleger activeerde het zelfmoordvest terwijl hij op de eerste rij van de biddende mensen stond, waardoor een krachtige ontploffing ontstond en het dak van de moskee instortte. Een politieagent die de aanval overleefde, zei dat hij "een enorme vlammenzee" zag voordat hij werd omringd door een zwarte stofpluim. Meer dan 100 mensen werden gedood en twee keer zoveel raakten gewond; 90% van de slachtoffers waren politieagenten.

### Dader
De identiteit van de zelfmoordterrorist is nog onbekend.
Twee lage functionarissen van de Tehrik-e-Taliban Pakistan (TTP), de Pakistaanse Taliban, eisten namens deze groepering de verantwoordelijkheid op voor de aanval, en zeiden dat het een wraakactie was voor de moord op Omar Khalid Khorasani. Vervolgens ontkende de groep via haar woordvoerder echter weer haar betrokkenheid.

## Reacties

### Binnenlands
De Pakistaanse premier Shehbaz Sharif veroordeelde de aanval en verklaarde dat deze onverenigbaar iwas met de islam. Hij voegde eraan toe dat heel Pakistan zich verzette tegen de "dreiging van terrorisme". Voormalig premier Imran Khan veroordeelde het bombardement en zei: "Het is absoluut noodzakelijk dat we onze inlichtingenverzameling verbeteren en onze politiediensten goed uitrusten om de groeiende dreiging van terrorisme te bestrijden."
Een aantal Pakistaanse beroemdheden veroordeelde het bombardement. Onder hen waren Hamza Ali Abbasi, Naseem Shah, Kamran Akmal, Mohammad Hafeez, Ahmed Shehzad, Babar Azam, Adnan Siddiqui en Saba Qamar.

### Internationaal
De aanval werd ook buiten Pakistan veroordeeld, onder andere in India, Canada, de Verenigde Staten, de Europese Unie en Saoedi-Arabië.